# The Wind Cries Mary
The Wind Cries Mary är en bluesinspirerad rockballad skriven av Jimi Hendrix och framförd av trion The Jimi Hendrix Experince. Låten spelades in i januari 1967 och gavs ut på singel i maj samma år. B-sidan upptogs av låten "Highway Chile". Det var gruppens tredje singel och den blev framgångsrik i Storbritannien och delar av Europa, men listnoterades inte i USA. Den finns med på de amerikanska versionerna av albumet Are You Experienced? och var även med på samlingsskivan Smash Hits. Låten är listad som #379 i magasinet Rolling Stones lista The 500 Greatest Songs of All Time.

## Listplaceringar
| Lista (1967)   | Position         |
| -------------- | ---------------- |
| Australien     | 12 (Go Set)      |
| Danmark        | 18 (DR "Top 20") |
| Frankrike      | 15 (SNEP)        |
| Irland         | 19               |
| Nederländerna  | 6                |
| Storbritannien | 6                |
| Sverige        | 3 (Kvällstoppen) |
| Sverige        | 4 (Tio i topp)   |
| Vallonien      | 35               |
| Västtyskland   | 35               |
| Österrike      | 18               |